# Sjukdomar i blodet och blodbildande organ
Blodsjukdomar är sjukdomar dels i själva blodet och dels i benmärg och lymfkörtlar, de organ som bildar blod. Till sjukdomarnas natur är de systemiska, och kan ge diffusa och flerfaldiga symtom.
Till blodsjukdomar räknas 
- Olika former av tumörsjukdomar i blodet och lymfkörtlarna, Hit hör leukemi, lymfom, myelomatos och makroglobulinemi.
- Andra sjukdomar som orsakar abnorma mängder av blodkroppar, exempelvis polycytemi.
- Sjukdomar som ger brist på någon typ av blodkroppar. Hit hör anemi ("blodbrist", brist på röda blodkroppar), och brist på olika typer av vita blodkroppar som  agranulocytos granulocytopeni och lymfopeni.
- Förvärvade störningar av benmärgens blodbildning, en grupp sjukdomar som kallas myelodysplastiska syndrom eller MDS.
- Sjukdomar med stor blödningsbenägenhet, exempelvis ärftlig blödarsjuka även benämnt hemofili]. Andra typer av bristande levringsförmåga kan höra samma med lever- och njursjukdomar eller då kroppens allmäntillstånd är mycket nedsatt.
- Ökad benägenhet till blodkoagulering, alltså motsatsen till ovanstående. Många olika former finns som kan orsaka blodproppar och embolism, då blodproppar vandrar i blodkärlen.

Den avdelning inom medicinen som hanterar blod och blodsjukdomar heter hematologi.